# Andriej Amalrik
Andriej Aleksiejewicz Amalrik (ros. Андре́й Алексе́евич Амальри́к, ur. 12 maja 1938 w Moskwie, zm. 12 listopada 1980 w pobliżu Guadalajary) – radziecki i rosyjski pisarz, publicysta, dysydent.

## Życiorys
Urodził się w rodzinie znanego historyka i archeologa. Studiował historię na Uniwersytecie Moskiewskim (1962–1963), z którego został wydalony za pracę semestralną broniącą teorii normańskiej, odrzuconą przez oficjalną radziecką historiozofię. 14 maja 1965 został aresztowany, a 28 maja 1965 skazany za rzekome pasożytnictwo na 2 i pół roku zesłania na Syberię, przebywał w obwodzie tomskim. W czerwcu 1966 został zwolniony po rewizji wyroku przez Sąd Najwyższy RFSRR i mógł wrócić do Moskwy. Swojemu pobytowi w łagrze poświęcił wspomnienia Niechciana podróż na Syberię (wydane w USA, 1970). Pracował jako nieetatowy współpracownik agencji prasowej RIA Nowosti. Nawiązał wówczas kontakty z korespondentami zagranicznymi. Uczestniczył w kampanii na rzecz skazanych w tzw. procesie czworga (Aleksandra Ginzburga, Jurija Gałanskowa, Aleksieja Dobrowolskiego i Wiery Łaszkowej) w 1968. Po aresztowaniu Pawła Litwinowa dokończył opracowanie dokumentacji tego procesu. Od 1968 pracował jako listonosz. Publikował w samizdacie, uczestniczył w przerzucie wydawnictw zagranicę. Popierał ujęcie aktywności dysydenckiej w bardziej zorganizowaną strukturę.
W kwietniu-maju 1969 r. napisał głośny esej „Czy Związek Radziecki przetrwa do 1984 roku?” (Просуществует ли Советский Союз до 1984 года?), w którym przewidywał nieuchronny rozpad ZSRR ze względu m.in. na możliwą wojnę z Chinami. Wydany na Zachodzie przez Fundację im. Hercena zawierał w drugim wydaniu (Amsterdam 1970) uwagę: „Otrzymano od autora 4 VII 1969 r., podpisano do druku 7 XI 1969; zgodnie z Ustawą Zasadniczą Królestwa Niderlandów i Konstytucją Związku Socjalistycznych Republik Radzieckich wydrukowano bez cenzury prewencyjnej”. Wiosną 1970 razem z Władimirem Bukowskim i Piotrem Jakirem udzielił wywiadu amerykańskiej telewizji, a nagranie to pokazane w lipcu 1970 było pierwszym pokazującym zachodniemu społeczeństwu radzieckich dysydentów. 21 maja 1970 roku został aresztowany i przewieziony do Swierdłowska, gdzie został skazany na karę 3 lat obozu na podstawie art. 190-1 kodeksu karnego ZSRR za „rozpowszechnianie a priori fałszywych zmyśleń, szkalujących radziecki ustrój społeczny i państwowy”. W ostatnim dniu uwięzienia – 21 maja 1973 został ponownie skazany, na 3 lata pozbawienia wolności. Rozpoczął wówczas głodówkę, która trwała 117 dni. W listopadzie 1973 karę zamieniono mu na 3 lata zesłania, przebywał w Magadanie, a do Moskwy powrócił ostatecznie w maju 1975, dzięki protestom w jego obronie. Uczestniczył w konsultacjach przed ogłoszeniem działalności tzw. Moskiewskiej Grupy Helsińskiej (powołanej do nadzorowania porozumień helsińskich).
W czerwcu 1976 roku został zmuszony do emigracji. Publikował w prasie emigracyjnej. Zginął w wypadku samochodowym w Hiszpanii, koło Guadalajary. Pochowano go na cmentarzu Sainte-Geneviève-des-Bois w Paryżu. Pośmiertnie wydano tom jego wspomnień Notatki dysydenta.
W 1991 roku został zrehabilitowany.